# تمثیل غار
تمثیل غار (به انگلیسی: Allegory of the cave) یا غار افلاطون (به انگلیسی: Plato's Cave) تمثیلی است که توسط افلاطون، فیلسوف یونانی، در کتاب جمهور (۵۱۴a-۵۲۰a) برای قیاس تاثیر آموزش (معرفت) و نقص آن در تحلیل ما از دنیا طرح شده است. این کتاب در قالب گفت‌وگویی میان گلاوکن، برادر افلاطون، و استاد افلاطون، سقراط، نوشته شده است.  
او از این تمثیل برای توضیح نظریهٔ عالم مُثُل خود بهره برده است. این تمثیل، به احتمال نادرستی یا خیالی بودن تصورات و عقاید انسان‌ها اشاره دارد. این نظریه در ادامهٔ نظریات قبلی افلاطون به نام های تمثیل خورشید و تمثیل خط منقسم ارائه شده است.  
از سریال های ساخته شده براساس این نظریه میتوان به ۱۸۹۹ ساخته باران بو اودار کارگردان آلمانی اشاره کرد که در آن دختری از کودکی با علاقه زیاد به نظریه غار افلاطون جوینده مسیری می‌شود که به خلق جهانی دیگر می‌انجامد.  

## شرح تمثیل
‌نخست غاری را در نظر بگیرید که در آن تعدادی انسان به دیوار غل و زنجیر شده‌اند؛ به‌طوری که روی‌شان همیشه به سمت دیوار مقابل ‌است، و هیچ‌گاه پشت سر خود را نگاه نکرده‌اند. در پشت این افراد، آتشی روشن است و در بیرون جمادات در حرکت‌اند و سایه آنها روی دیوار غار می‌افتد و انسان ساکن در غل و زنجیر می‌پندارد کە سایه‌ها این صداها را تولید می‌کنند.
در این میان ناگهان زنجیر از پای یکی از این زندانیان که به‌سوی دیوار غار نشسته ‌است، باز می‌شود، و آن شخص به عقب برمی‌گردد؛ پشت سر خود را می‌بیند و سپس از دهانهٔ غار بە سمت بیرون می‌رود. 
وقتی که بیرون می‌رود، نور آفتاب چنان چشمش را اذیت می‌کند کە دوبارە بە سایە‌ها باز می‌گردد در واقع اعتقاداتش قوی‌تر نیز می‌شود، اما وقتی رفتەرفتە بە نور آفتاب عادت کرد و دنیای رنگی و واقعی را می‌بیند، آگاه می‌شود کە سایه‌ها واقعی نیستند. حال اگر همان شخص را بە داخل غار برگردانیم، او به رفقایش می‌گوید کە این سایەها واقعی نیستند، رفقایش بە او می‌خندد و می‌گویند به خارج غار رفته و عقلش را از دست دادە است. 

## برداشت‌ها

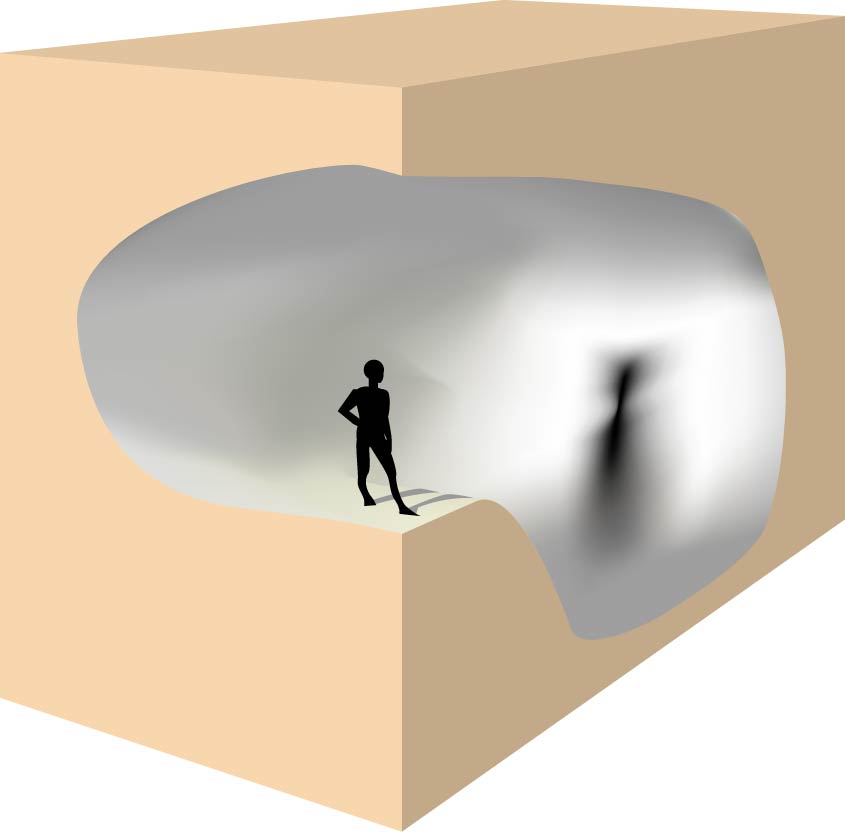
سیلوئت زنی در غار که به سایه خودش نگاه می کند. تصویر را می توان در فلسفه (مثلاً در تمثیل غار) و همچنین برای نشان دادن اصول روانشناختی (مثلاً اختلال شخصیت مرزی) استفاده کرد.

هر قسمت از این تمثیل به چیزی اشارە دارد؛ زنجیرها بە اعتقادات نادرست، خورشید بە حقیقت، باز شدن ناگهانی زنجیرها بە حیرت فلسفی، کسی کە زنجیر از پایش باز می‌شود، فیلسوف و مسیری کە در غار تا بیرون می‌پیماید، تفکر فلسفی و همچنین اذیت شدن چشم مواجهە اولیە با حقیقت و جهان بیرون جهان واقعی.  
افلاطون اعتقاد داشت جهان فعلی، سایه‌ای از جهان واقعی و عالم حقیقت یا عالم مثل است. مثل سایه‌های دیوار غار. در واقع فیسلوف می‌فهمد که حقیقت، چیزی غیر از مشاهدات عادی و معمول اوست.  
این نظریهٔ افلاطون به این مسئله اشاره دارد که خیر مطلق در جهان مُثُل هست و اگر کسی بخواهد به اخلاقیات دست پیدا کند، بایستی به عالم مثل راه یابد. ارسطو با نقد این نظریه می‌گوید: «اگر این عالم، سایهٔ عالم مثل است، و همه چیز عالم مثل هم سراسر خیر و نیکی و خوبی است، پس بدی‌های انسان‌ها از چه ناشی شده است؟».  